# خيثمة بن عبد الرحمن
خيثمة بن عبد الرحمن بن أبي سبرة الجعفي (نحو 16 هـ - 82 هـ / 637م - 702م): تابعي، من العلماء الفقهاء الفرسان. من أصحاب عبد الله بن مسعود، قال أبو نعيم الأصبهاني:«أدرك خيثمة بن عبد الرحمن عدة من أعلام الصحابة، فممن روى عنهم وأسند: عبد الله ابن مسعود، وعبد الله بن عمرو بن العاص، وعدي بن حاتم، والنعمان بن بشير»، كما حدث عن: عائشة بنت أبي بكر، وأبي هريرة، وابن عباس، وجده وأبيه وعمه.سكن جده أبو سبرة الجعفي وأسرته الكوفة بعد معركة القادسية، فولد خيثمة بها، وهم بيت كبير ومشهور في الكوفة، وفي ذلك قال النجاشي:«بيت بالكوفة من جعفي يقال لهم بنو أبي سبرة، منهم: خيثمة بن عبد الرحمن صاحب عبد الله بن مسعود».
وكان خيثمة فارساً يركب الخيل ويغزو، موسراً سخيا، يجلس في المسجد فإذا رأى رجلا في خرق، اعترض له فأعطاه مالاً، وفي ذلك قال العجلي:«خيثُمة بن عبد الرحمن الجعفي: كوفي، تابعي، ثقة، وكان رجلا صالحًا وكان لباسًا، وكان يركب الخيل، وكان سخيًّا، وكانت لأبيه صحبة، ورؤي على إبراهيم النخعي قباء، فقيل له: من أين لك هذا؟ قال: كسانيه خيثُمة، ولم ينج من فتنة ابن الأشعث إلا رجلان: إبراهيم النخعي، وخيثمة».توفي خيثمة سنة 82 هـ بعد وقعة دير الجماجم، ومات هو وأبو وائل شقيق بن سلمة في نفس العام، وقد نعاه أبو وائل.

## النسب
- هو: خيثمة بن عبد الرحمن بن يزيد بن مالك بن عبد الله بن ذؤيب بن سلمة بن عَمْرو بن ذهل بن مران بن جعفي بن سعد العشيرة.[9]
- أبيه: عبد الرحمن بن أبي سبرة (نحو 10 ق هـ - 75 هـ): صحابي، من الفرسان الشجعان. وفد مع أبيه على النبي، وكان اسمه عزيز فغيره النبي إلى عبد الرحمن. شهد فتوح العراق زمن عمر بن الخطاب. وكان رسول الأشتر النخعي إلى عثمان بن عفان في أمر انتخاب أبو موسى الأشعري واليا على الكوفة، فأقر عثمان اختيارهم. وهو ممن شهد على حجر بن عدي،[10]وكان على ربع مذحج وأسد في جيش عمر بن سعد الذي قاتل الحسين بن علي،[11] ولاه الحجاج بن يوسف الثقفي أصبهان سنة 75 هـ.[12]
- جده: أبي سبرة يزيد بن مالك (نحو 40 ق هـ - 40 هـ): صحابي، شريف، ومن زعماء بني جعفي من مذحج، وفد أبو سبرة في اثنين من ابناءه على النبي ﷺ في خبر طويل، فدعا له النبي، واقطعه أرضا باليمن، قال عنه ابن عبد ربه: «من أشراف جعف: أبو سبرة، وهو يزيد بن مالك: كان وفد إلى النبي صلّى اللّه عليه و سلم فدعا له». وشهد الفتوح في عهد عمر بن الخطاب على رأس قومه في معركة القادسية، وكان في ألفين وخمس مائة من العطاء. سكن الكوفة، وله عقب كثير بها يُقَالُ لهم آل سبرة.[13]
- أخيه: محمد بن عبد الرحمن (نحو 20 هـ - 100 هـ): فارس، من الأمراء الشجعان، قال فيه ابن الأثير: «محمد بن أبي سبرة الجعفي وكان فارسا شجاعاً عظيم الغناء في حروبه»،[14] وقال ابن الكلبي: «محمد بن عبد الرحمن كان من فرسان العرب، وولي مسالح الري»، وكان خطيباً مفوهاً، قال عنه أبو مخنف:«وكان مُحَمَّد بن عبد الرحمن بن أبي سبرة الجعفي له لسان وبأس، غير أنه كان يفسد نفسه بالشراب».[15]وقد أرسله الحجاج الثقفي لقتال شبيب الخارجي سنة 76 هـ، فانهزم.[16]شارك في قتال الترك، وشهد فتح جرجان سنة 98 هـ،[17]وكان شيخا كبيرا يومها، وكان يعاتب آل المهلب في توليت الصغار وتركه، وفي ذلك حكى أبو مخنف عن محمد بن عبد الرحمن قوله:«أنتم ترشحون غلمان مذحج، وتجهلون حق ذوي الأسنان والتجارب والبلاء». وفي بلاءه في قتال الترك، قال ابن كثير:«حمل محمد بن عبد الرحمن بن أبي سبرة الجعفي - وكان فارسا شجاعا باهرا - على ملك الديلم فقتله وهزمهم الله، ولقد بارز ابن أبي سبرة هذا يوما بعض فرسان الترك، فضربه التركي بالسيف على البيضة فنشب فيها، وضربه ابن أبي سبرة فقتله، ثم أقبل إلى المسلمين وسيفه يقطر دما وسيف التركي ناشب في خوذته، فنظر إليه يزيد بن المهلب فقال: ما رأيت منظرا أحسن من هذا، من هذا الرجل؟ قالوا: ابن أبي سبرة. فقال: نعم الرجل لولا انهماكه في الشراب».[18]
- أخيه: إسماعيل بن عبد الرحمن الجعفي (نحو 30 هـ - 115 هـ): تابعي متشيع، وهو أخو خثيمة بن عبد الرحمن. يحدث عن: أبا الطفيل عامر بن واثلة، كما صحب محمد الباقر وروى عنه.[19][20] وكان أحد وجوه رجال الشيعة، فقيهاً، قليل الحديث، قال عنه النجاشي:«أوجههم إسماعيل، وهم بيت بالكوفة من جعفي يقال لهم بنو أبي سبرة».[4]ومن ولده: عمر بن إسماعيل من أصحاب جعفر الصادق وله كتاب في الحديث،[21][22] ومصقلة بن إسماعيل من أصحاب جعفر الصادق أيضاً.[23]
- أخيه: حصين بن عبد الرحمن الجعفي (نحو 40 هـ - 130 هـ): من رجال الشيعة، ويحدث عنه طعمة بن غيلان.[24]وولده بسطام بن حصين (70 هـ - 150 هـ): من وجهاء الكوفة، ومؤلف من كبار رجالات الشيعة،[25] وهو من أصحاب جعفر الصادق،[26] قال عنه النجاشي:«سطام بن الحصين بن عبد الرحمن الجعفي، ابن أخي خيثمة وإسماعيل، كان وجيها في أصحابنا، وأبوه وعمومته وكان أوجههم إسماعيل، وهم بيت بالكوفة من جعفي يقال لهم بنو أبي سبرة، منهم: خيثمة بن عبد الرحمن صاحب عبد الله بن مسعود».[4]

## سيرته
ولد خيثمة بن عبد الرحمن بن أبي سبرة الجعفي في الكوفة،لأبيه وجده وعمه سبرة وفادة على النبي، فكانت لهم الصُحبة، شهد أبيه وجده فتوح العراق، واستقروا في الكوفة، فولد خيثمة وأخوانه بها. وهناك أدرك 13 صحابيًا من صحابة النبي محمد أخذ عنهم. وقد اشتهر خيثمة بسخائه.وتوفي سنة 82 هـ بعد وقعة دير الجماجم، ومات هو وأبو وائل شقيق بن سلمة في نفس العام، وقد نعاه أبو وائل.

## روايته للحديث النبوي
- روى عن: عبد الله بن عمر بن الخطاب[30] وأبيه عبد الرحمن بن أبي سبرة وعائشة بنت أبي بكر وعبد الله بن عمرو بن العاص وعدي بن حاتم الطائي وعبد الله بن عباس وسويد بن غفلة الجعفي[29] والبراء بن عازب والحارث بن قيس الجعفي وسعد بن مالك وأبي حذيفة سلمة بن صهيبة الأرحبي وعبد الله بن شهاب الخولاني وعلي بن أبي طالب وفلفلة بن عبد الله الجعفي وقيس بن مروان الجعفي والنعمان بن بشير وأبي عطية الوادعي وأبي هريرة.[28]
- روى عنه: عمرو بن مرة الجملي وطلحة بن مصرف ومنصور بن المعتمر وإسماعيل بن أبي خالد وسليمان بن مهران الأعمش[29] وإبراهيم بن يزيد النخعي والحكم بن عتيبة وزبيد اليامي وزر بن حبيش وزياد بن فياض وسعيد بن مسروق الثوري وسلمة بن كهيل وأبو إسحاق السبيعي وعمران بن مسلم الجعفي والعلاء بن المسيب وقتادة بن دعامة ومسلم الملائي ويونس بن أبي إسحاق وأبو جناب الكلبي.[28]
- الجرح والتعديل: قال عنه طلحة بن مصرف: «كان خيثمة وإبراهيم أعجب أهل الكوفة إلي»،[28][29] وقد وثّقه يحيى بن معين والنسائي والعجلي، كما روى له الجماعة.[28]